# Estación de Algorta
Algorta es una estación del Metro de Bilbao soterrada, situada en el barrio de Algorta, término municipal de Getxo y fue inaugurada el 11 de noviembre de 1995. Su tarifa corresponde a la zona 2. 
La estación tiene dos accesos por escaleras y otro acceso por ascensor. En el exterior hay un aparcamiento de pago y una parada de autobús.
Desde el 6 de mayo de 2015, en la estación se ofrece un servicio de Wi-fi gratuito, por medio de la empresa WifiNova.

## Accesos
- C/ Telletxe, 1 (salida Telletxe)
- C/ Bolue, s/n (salida Bolue)
- C/ Telletxe, 1 (salida Telletxe)

### Accesos nocturnos
- C/ Telletxe, 1 (salida Telletxe)
- C/ Telletxe, 1 (salida Telletxe)